# DUSP16
La proteína fosfatasa dual específica 16 (DUSP16) es una enzima codificada en humanos por el gen dusp16.
La activación de la cascada de las MAP quinasas transduce varias señales extracelulares al núcleo para inducir expresión génica, proliferación celular, diferenciación, parada del ciclo celular y apoptosis. Para que tenga lugar una activación máxima de las MAPKs, DUSP16 fosforila tanto el residuo de treonina como el de tirosina en los motivos TXY de la MAPK. Las MKPs son fosfatasas duales específicas que defosforilan el motivo TXY y por ello regulan negativamente la actividad de las MAPKs.

## Interacciones
La proteína DUSP1 ha demostrado ser capaz de interaccionar con:
- MAPK14[1][2]
- MAPK8IP1[5]